# 소니 알파
소니 α(영어: Sony Alpha, 소니 알파)는 2006년 6월 5일 선보인 카메라 시스템의 하나이다.
소니/미놀타 A 마운트는 소니의 DSLR/DSLT 와 미놀타의 필름 카메라/D7과D5 DSLR에 적용된 렌즈 마운트이다. 거의 모든 미놀타 렌즈는 소니의 디지털 SLR 카메라에 호환된다. 소니와 미놀타가 호환되는 되는 이유는 소니가 미놀타의 카메라 사업 부문을 인수하여 미놀타의 A마운트를 그대로 계승했기 때문이다.

## 같이 보기
- 소니 알파 넥스